# Pristimantis ruedai
Pristimantis ruedai es una especie de anfibio anuro de la familia Craugastoridae.

## Distribución
Esta especie es endémica de la vertiente occidental de la Cordillera Occidental en Colombia. Habita en los departamentos de Antioquia, Chocó y Risaralda entre los 1 000 y 1 900 m de altitud.

## Descripción
Los machos miden de 38.8 a 48.2 mm y las hembras de 56.9 a 66.8 mm.

## Etimología
Esta especie lleva el nombre en honor a José Vicente Rueda Almonacid.

## Publicación original
- Ruíz-Carranza, Lynch & Ardila-Robayo, 1997 : Seis nuevas especies de Eleutherodacrylus Dumeril & Bibron, 1841 (Amphibia : Leptodactylidae) del norte de la Cordillera Occidental de Colombia. Revista de la Academia Colombiana de Ciencias Exactas Físicas y Naturales, vol. 21, n.º 79, p. 155-174[5]